# Samuel Bowles

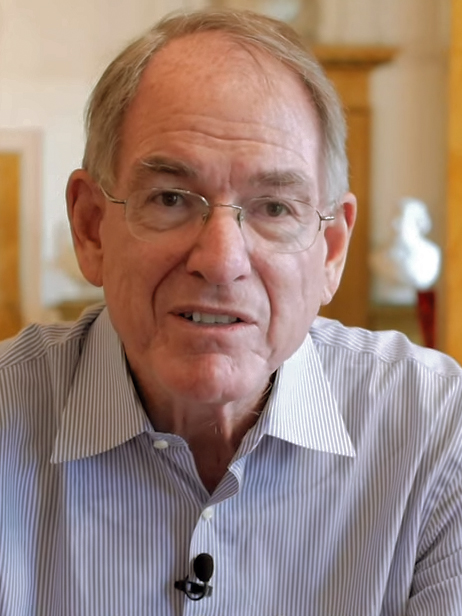
Samuel Bowles en 2015.

Samuel Bowles (nacido en 1939) es un economista estadounidense y profesor emérito de la Universidad de Massachusetts Amherst, donde continúa enseñando cursos de microeconomía y la teoría de las instituciones. Su obra pertenece al pensamiento neomarxista también llamado post-marxista. Sin embargo, su perspectiva sobre la economía es ecléctica y se basa en varias escuelas de pensamiento, incluyendo lo que él (y otros) definen como economía post-Walrasiana.

## Biografía
Samuel Bowles, hijo de Chester Bowles, embajador de Estados Unidos y gobernador del estado de Connecticut, se graduó con un bachelor of arts de la Universidad de Yale en 1960, donde fue miembro fundador del Coro ruso de Yale, participando en sus primeras giras de la Unión Soviética. Posteriormente, recibió su doctorado en Economía en la Universidad de Harvard en 1965. En 1973 fue contratado, junto con Herbert Gintis, Stephen Resnick, Richard D. Wolff y Richard Edwards, como parte del «paquete radical» que fue contratado por el Departamento de Economía de la Universidad de Massachusetts Amherst, donde enseñó hasta 2001.
En la actualidad, Bowles es profesor de Economía en la Universidad de Siena, en Italia, y el profesor Arthur Spiegel Investigación y Director del Programa de Ciencias del Comportamiento en el Instituto Santa Fe en Santa Fe, Nuevo México. Además, Bowles sigue enseñando cursos de posgrado en microeconomía en la Universidad de Massachusetts Amherst.
En 2006 fue galardonado con el Premio Leontief por su destacada contribución a la teoría económica por el Instituto de Desarrollo Global y Medio Ambiente.

## Trabajo
Bowles ha desafiado las teorías económicas de los mercados libres y la desigualdad de maximizar la eficiencia, y argumentó que sus propios incentivos e intereses financieros puede producir un comportamiento que es ineficiente y viola la moralidad de una sociedad. Se ha argumentado que las economías con más igualdad, como los países asiáticos, han superado a las economías con mayor desigualdad, como los países de América Latina.

### Su trabajo académico y sus intereses
En su sitio web en el Instituto de Santa Fe, describe sus dos principales intereses académicos. El primero es "la coevolución de las preferencias, las instituciones y el comportamiento, con énfasis en la modelización y el estudio empírico de la evolución cultural, la importancia y la evolución de la no- con respecto a sí mismo los motivos que explican el comportamiento y las aplicaciones de estos estudios a las áreas de política, tales como los derechos de propiedad intelectual, la economía de la educación y la política de los programas redistributivos del gobierno". El segundo tiene que ver con "las causas y consecuencias de la desigualdad económica, con énfasis en la relación entre las desigualdades de renta, contratos incompletos y la gobernanza de las transacciones económicas en las empresas, los mercados, las familias y comunidades".
A menudo colabora con su excolega Herbert Gintis (otro profesor emérito de Economía de la Universidad de Massachusetts Amherst), a los cuales Martin Luther King les pidió para escribir documentos de antecedentes para la campaña de la gente pobre en 1968.

### Desigualdad vs. éxito económico
"¿Cuál es la relación entre la desigualdad y el éxito económico de las naciones, las firmas y las comunidades locales?" pregunta Bowles. En la Universidad de California en Berkeley, él y otros investigadores han desafiado dos perspectivas que la mayoría de los economistas han sostenido por mucho tiempo: (i) la desigualdad va de la mano con el éxito económico de una nación y (ii) reducir las desigualdades económicas compromete inevitablemente la eficiencia. De hecho, Bowles escribió, "Los países de Asia Oriental con relativas distribuciones de nivel del ingreso han superado considerablemente a los países latinoamericanos con distribuciones del ingreso menos equitativas. La inversiones en nutrición, salud y educación de niños pobres han producido no solo mayores oportunidades económicas si no también un mejor rendimiento de la economía. En efecto, la teoría económica emergente sugiere que la desigualdad podría tener efectos adversos, embotellando los incentivos a la producción y alimentando conflictos costosos entre aquellos y que tienen y aquellos que no".
Según Bowles, el debate tradicional ha sido polarizado entre los modelos ideales de igualdad, que pasan por alto el rol de los incentivos, y los modelos idealizados del mercado privado que pasan por alto la desigualdad. 